# 杜璿
杜璿（1508年—？），字子重，號静泉，山東東昌府臨清州丘縣人，民籍，明朝政治人物。

## 生平
嘉靖二十二年（1543年）己酉科山東鄉試第四十名舉人。嘉靖三十二年（1553年）中式癸丑科會試第三百十五名，三甲第二百五十五名進士。兵部观政，三十四年授河南扶沟知县，未任卒。

## 家族
曾祖杜泰；祖父杜文學；父杜德用，母李氏。弟杜瑶、杜燦（生员）。